# René Audet
René Audet (* 18. Januar 1920 in Montreal; † 12. Juni 2011 ebenda) war ein kanadischer Geistlicher und römisch-katholischer Bischof von Joliette. 

## Leben
René Audet empfing am 30. Mai 1948 von Joseph Charbonneau, Erzbischof von Montréal, die Priesterweihe.
Audet war unter anderem Pfarrvikar in Rouyn-Noranda und Krankenseelsorger. 1958 wurde er Generalvikar in Ottawa.
Papst Johannes XXIII. ernannte ihn am 21. Mai 1963 zum Weihbischof in Ottawa und Titularbischof von Chonochora. Der Erzbischof von Ottawa, Marie-Joseph Lemieux OP, spendete ihm am 31. Juli desselben Jahres die Bischofsweihe; Mitkonsekratoren waren William Joseph Smith, Bischof von Pembroke, und Maxime Tessier, Bischof von Timmins.
Er nahm an der zweiten, dritten und vierten Sitzungsperioden des Zweiten Vatikanischen Konzils teil.
Er wurde am 3. Januar 1968 von Papst Paul VI. zum Bischof von Joliette ernannt.
Am 31. Oktober 1990 nahm Papst Johannes Paul II. seinen altersbedingten Rücktritt an.